# Antički brodolom kod hridi Pupka
Ostatci antičkog brodoloma nalaze se nedaleko od plićine Pupak uz otočić Galijulu, koji administrativno pripada gradu Komiži.

## Opis
Nedaleko plićine Pupak, koja se nalazi oko 700 metara istočno od hridi Galijula, na kamenoj padini i na pješčanom dnu nalaze se ostaci brodoloma. Na površini su vidljive samo krhotine. Riječ je o teretu keramičkog posuđa južnoitalskog tipa, mortaria i hispanskih amfora tipa Dressel 2-4, Richborough 527, Dressel 38 i Haltern 70. Brodolom je datiran u 1. stoljeće. Pod pijeskom se još uvijek nalaze ostaci brodske konstrukcije uz dio tereta.
Godine 2018., skupina hrvatskih istraživača pod vodstvom arheologa Jurice Bezaka otkrila je 2200 godina stari te gotovo potpuno očuvani plod masline, još uvijek s vidljivom teksturom ovojnice. Plod je pronađen u amfori grčko-italskog tipa, koje su se proizvodile tijekom trećeg i drugog stoljeća pr. Kr. i u kojima se, po dosadašnjim spoznajama, transportiralo vino.
Osim ploda masline, istraživači su otkrili i nekoliko u javnosti nepoznatih nalazišta antičkih i novovjekovnih brodoloma. Antički brodolom s 12 ingota olova, predstavlja prvi nalaz i dokaz takvog tipa tereta na ostacima antičkih brodova u hrvatskom podmorju. Među ostacima brodoloma pronađene su i amfore koje su se proizvodile u tadašnjoj rimskoj provinciji Hispaniji tijekom druge polovine prvog stoljeća pr. Kr.

## Zaštita
Pod oznakom Z-233 zavedeni su kao nepokretno kulturno dobro - pojedinačno, pravna statusa zaštićena kulturnog dobra, klasificirano kao "arheološka baština".